# 無聲火 (美國電影)
《無聲火》是一部2008年美國動作驚悚片，由彭氏兄弟擔任執導，尼可拉斯·凱吉主演。
此電影重拍1999年由彭氏兄弟擔任執導的泰國電影，泰國電影公司買了版權由尼可拉斯·凱吉重拍，主要在泰國曼谷取景拍攝，並且飾演一名職業殺手。
此電影於2006年8月開始拍攝，2008年9月5日在美國上映。

## 故事大綱
喬（尼可拉斯·凱吉飾）原本是個冷血職業殺手，但即將發生意想不到的轉變，一切都要從泰國曼谷說起……
喬原本前往泰國是要執行任務，他僱用一個街頭混混來幫忙毀滅他殺人的證據。但奇怪的是，一向獨來獨往的他，卻發現和那個街頭混混開始交心。而且還被一個女店員深深吸引了，這讓他覺得他要不要繼續當殺手……

## 演員
- 尼可拉斯·凱吉飾演喬（Joe）
- 查克利·彦纳姆飾演孔（Kong）
- 楊采妮飾演豐（Fon）

## 各地電影分級制度
| 國家／地區 | 級別 |
| ---------- | ---- |
| 香港       | IIB  |
| 台灣       | 輔   |
| 新加坡     | NC16 |
| 馬來西亞   | 18PL |

## 外部連結
- 電影官方網站（英文）
- Yahoo奇摩電影上的資料（繁體中文）
- 開眼電影網上《無聲火》的資料（繁體中文）
- 豆瓣电影上《曼谷杀手》的資料 （简体中文）
- 时光网上《曼谷杀手》的資料（简体中文）
- AllMovie上的资料（英文）
- 爛番茄上的資料（英文）
- Box Office Mojo上的資料（英文）
- TCM电影资料库上的资料（英文）
- Metacritic上的資料（英文）
- 互联网电影数据库（IMDb）上的资料（英文）